# Dublar Char
Dublar Char es una isla en la región sur de Sundarbans, en el país asiático de Bangladés, cerca a la bahía de Bengala.